# Salláma
Salláma nebo Vádí Salláma (hebrejsky סלאמה‎, arabsky سلامة‎, v oficiálním přepisu do angličtiny Sallama, též Wadi Sallama) je vesnice v Izraeli, v Severním distriktu, v oblastní radě Misgav.

## Geografie
Leží v nadmořské výšce 167 m, v Dolní Galileji, přibližně 27 km východně od břehů Středozemního moře a 20 km na západ od Galilejského jezera. Je situována na jižním úpatí hory Har Kamon, poblíž vádí Nachal Calmon, do kterého tu ústí vádí Nachal Kamon a od severovýchodu též Nachal Chazon. Jižně od obce vystupuje vrch Giv'at Calmon.
Obec se nachází přibližně 105 km severovýchodně od centra Tel Avivu a 37 km severovýchodně od centra Haify. Sallamu obývají izraelští Arabové respektive arabští Beduíni, přičemž osídlení v tomto regionu je etnicky smíšené. 3 kilometry na východ leží město Maghar, které obývají Arabové a Drúzové. 3 km jižním směrem je to arabské město Dejr Chana. 7 km severozápadním směrem leží jediné větší židovské sídlo - město Karmiel. Krajina mezi těmito centry je ovšem postoupena řadou menších židovských i arabských vesnic.
Salláma je na dopravní síť napojena pomocí lokální silnice 804.

## Dějiny
Salláma je obývána čtyřmi beduínskými kmeny Sava'id, Na'im, Chamdin a Mris'at. Tito původní beduínští kočovní pastevci se tu postupně trvale usadili. Jméno vesnice je odvozeno od jména arabského šejka, který tu pobýval před 200 lety. Teprve roku 1976 byla osada uznána izraelskou vládou za oficiální obec.
V rámci beduínských sídel v tomto regionu hraje Salláma roli střediskové obce. Stojí tu budova základní školy, která slouží i dětem z okolních vesnic. Po roce 2000 obec získala napojení na vodovod a kanalizaci. Došlo i ke zpevnění některých místních komunikací. V roce 2004 bylo v obci otevřeno administrativní a společenské centrum, ovšem umístěné v provizorní stavbě. Je pojmenováno podle jednoho místního obyvatele Omara Sawaida , který byl během služby v izraelské armádě unesen ozbrojenci v Libanonu a jehož tělo bylo vráceno do Izraele roku 2004.
Kromě toho v obci fungují tři mateřské školy a policejní služebna.

## Demografie
Podle údajů z roku 2014 tvořili populaci v obci Salláma Arabové. Jde o menší sídlo vesnického typu s dlouhodobě rostoucím počtem obyvatel. K 31. prosinci 2014 zde žilo 3002 lidí. Během roku 2014 populace stoupla o 2,9 %.
| Rok            | 1983 | 1995  | 2001  | 2003  | 2004  | 2005  | 2006  | 2007  | 2008  | 2009  | 2010  | 2011  | 2012  | 2013  | 2014  |
| -------------- | ---- | ----- | ----- | ----- | ----- | ----- | ----- | ----- | ----- | ----- | ----- | ----- | ----- | ----- | ----- |
| Počet obyvatel | 293  | 1 082 | 1 590 | 1 777 | 1 869 | 1 930 | 2 021 | 2 107 | 2 174 | 2 671 | 2 743 | 2 780 | 2 871 | 2 917 | 3 002 |